# Боярка (Одесская область)
Боярка (укр. Боярка) — село, относится к Подольскому району Одесской области Украины.
Население по переписи 2001 года составляло 289 человек. Почтовый индекс — 66440. Телефонный код — 4863. Занимает площадь 0,74 км². Код КОАТУУ — 5120282604.

## Местный совет
66440, Одесская обл., Подольский р-н, с. Кохановка